# Reggenza di Lembata
La reggenza di Lembata (in indonesiano: Kabupaten Lembata) è una reggenza dell'Indonesia, situata nella provincia di Nusa Tenggara Orientale.